# Basilica di Santa Maria Assunta (Alcamo)
La basilica di Santa Maria Assunta (detta anche chiesa madre o matrice) è una basilica di origine trecentesca di Alcamo, in provincia di Trapani), intitolata all'Assunta.
Sorge nel pieno centro cittadino, a due passi da piazza Ciullo.

## Storia

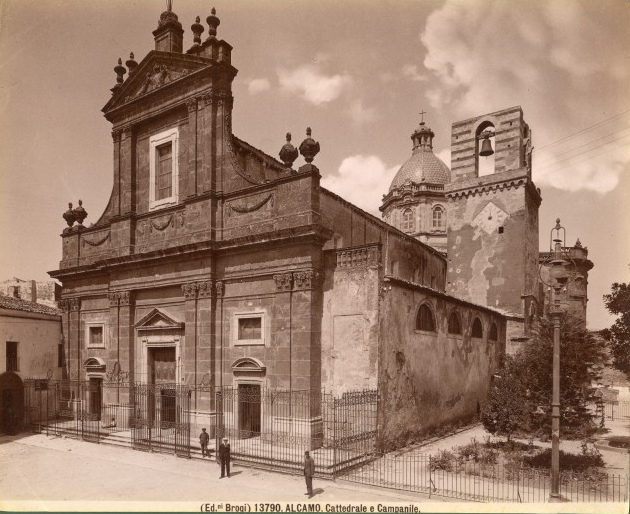
La chiesa madre nei primi anni del '900. Si nota la parte alta del campanile, successivamente modificata, e il rivestimento della cupola in maiolica.

La prima chiesa madre di Alcamo, posizionata nel versante nord del quartiere di San Vito, fu dedicata prima a Santa Maria Fonte della Misericordia e successivamente alla Madonna della Stella. Tale chiesa è ancora esistente sotto il nome di Santa Maria della Stella, sebbene in stato di abbandono.
Nel 1332 i residenti dal quartiere di San Vito si spostarono vicino al castello dei conti di Modica, per cui venne costruita una nuova chiesa madre, dedicata a Maria Santissima Assunta in Cielo, in corrispondenza del luogo dove sorge la chiesa madre attuale. Tale chiesa, aperta al culto nel 1402, era costruita in stile gotico-catalano a tre navate e presentava un soffitto ligneo e cappelle laterali non allineate. Venne ampliata e modificata negli anni 1471, 1530-1558 e 1581. Di questa costruzione originaria rimangono visibili il campanile a finestre bifore (restaurato nel 1942), la cappella della sacra spina e il fonte battesimale.
Intorno al XVI secolo diede il nome ad uno dei quattro quartieri in cui era divisa la città di Alcamo, in particolare il quartiere detto "Maggiore Chiesa".
Nel 1602 fu fondata all'interno della chiesa la compagnia di Santa Maria dello Stellario, costituita da "villani" e macellai, trasferita nella Chiesa dello Stellario nel 1625.
La chiesa fu ricostruita nel 1699 per opera di Giuseppe Diamante e Angelo Italia (architetto della compagnia del Gesù), mentre la facciata neoclassicheggiante risale al 1786 per opera di Emanuele Cardona e su progetto dell'architetto Francesco Alessandro.
Al 1918 risale la fondazione nella chiesa madre della congregazione delle sacramentine, alla quale seguirono la congregazione delle orsoline (1919) e la congregazione delle assuntine (1936).
Fino alla prima metà del '900 la superficie della cupola era rivestita da piastrelle in maiolica, successivamente sostituite da lastre in rame. Nell'anno mariano 1954, che corrisponde al centenario dell'introduzione del dogma dell'Immacolata Concezione, è stata collocata sul campanile una statua raffigurante la madonna alta 3 metri.
Nel maggio 1969 la chiesa di Santa Maria Assunta fu elevata da papa Paolo VI alla dignità di basilica minore.
Nel 2015, in concomitanza con il Giubileo straordinario della misericordia, la chiesa madre di Alcamo è stata proclamata "Porta santa" della città di Alcamo assieme al santuario della Madonna dei Miracoli.
Nella villetta adiacente alla Basilica, a partire dal XV secolo è esistito un cimitero con fosse comuni per le persone povere, un altare dove si celebrava la Messa in periodi di epidemie e una croce di pietra con una fiuredda (cioè un'edicola) consacrata alla Madonna della Pietà. Nel Novecento è diventato una pubblica villa, dove nel 1929 vi fu collocato il monumento ai Caduti, realizzato dallo scultore Bentivegna di Sciacca.

## Descrizione e opere
La chiesa presenta una pianta basilicale a tre navate, divise da due file di colonne con fusti monolitici di marmo rosso estratto dal vicino monte Bonifato. Gli stucchi sono opera della famiglia Curti, mentre il pavimento fu realizzato su disegno dell'architetto Giuseppe Patricolo.

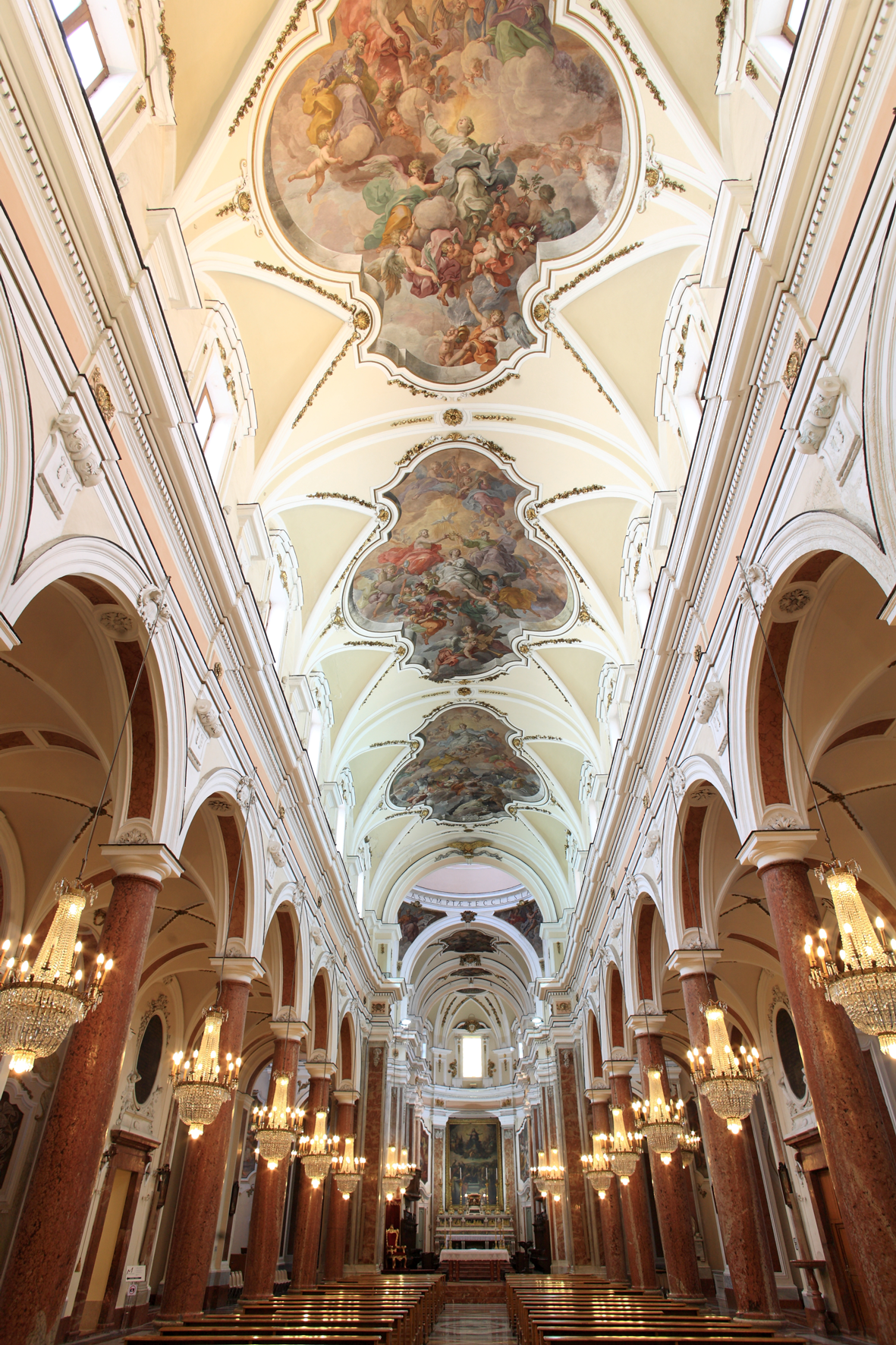
Colonnato e affreschi nel soffitto a volta.
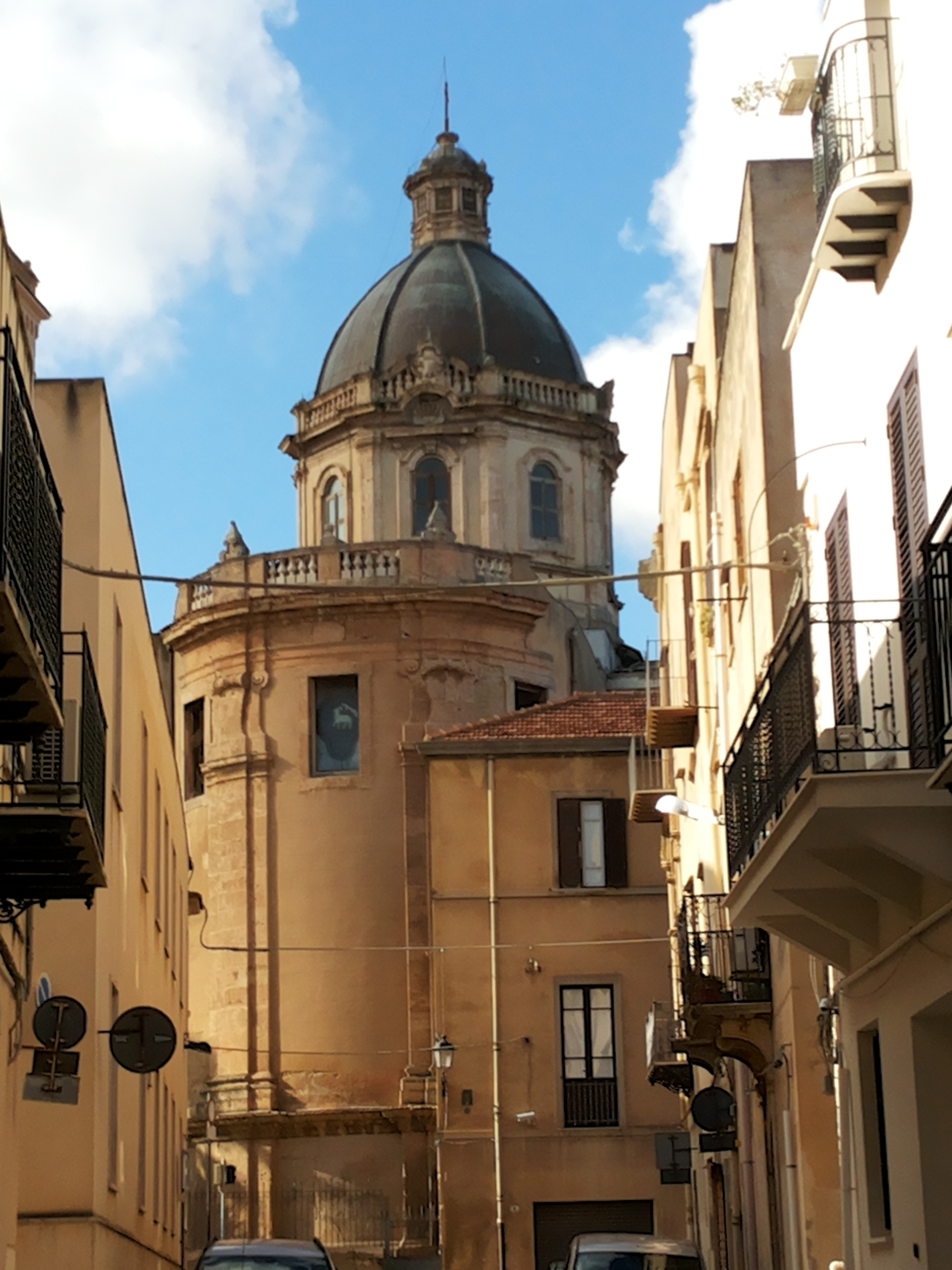
Veduta laterale della cupola.
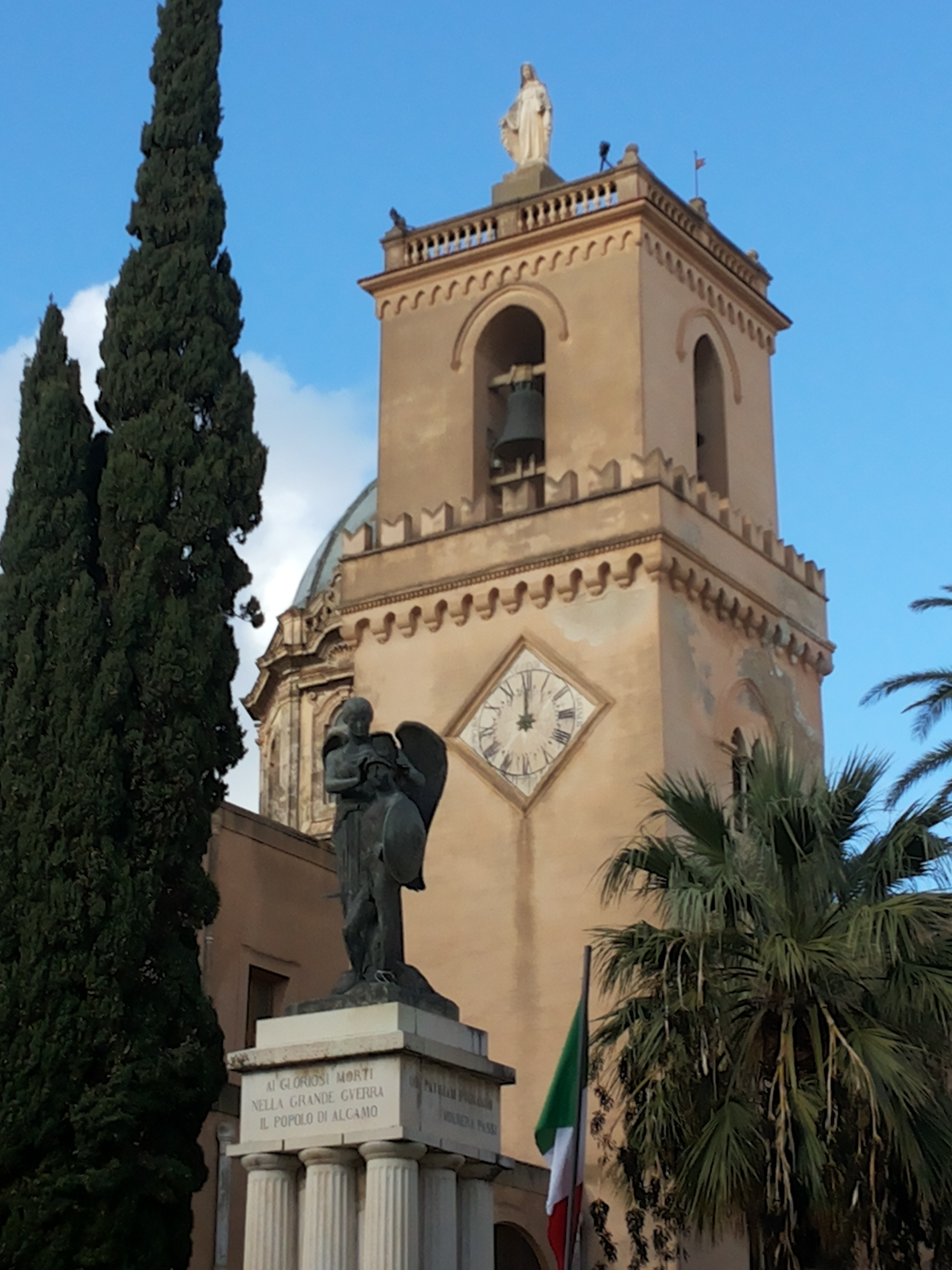
Campanile adiacente alla chiesa.
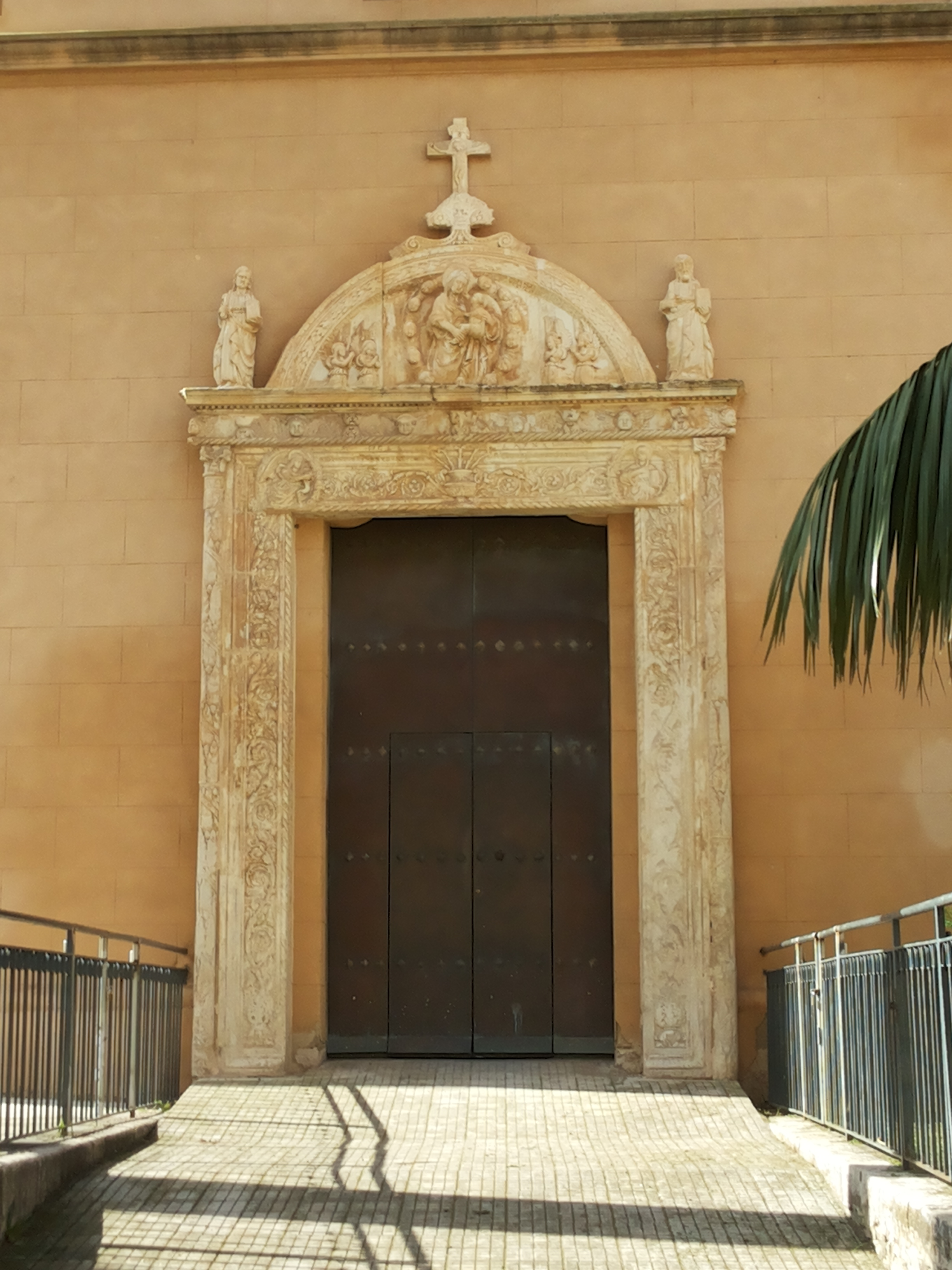
Ingresso laterale.
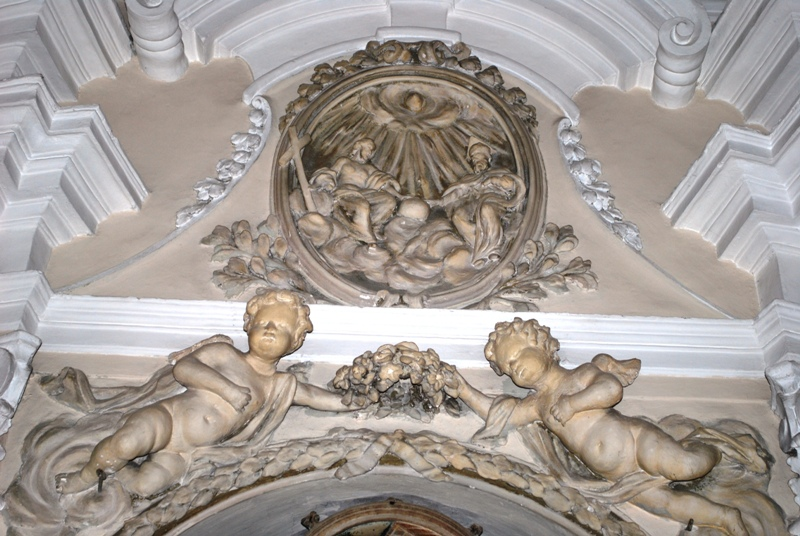
Stucchi all'interno della chiesa.

All'interno della chiesa sono presenti 38 affreschi dipinti da Guglielmo Borremans; in particolare i tre affreschi sulla volta, realizzati dal Borremans nel 1735, raffigurano l'"Assunzione della Vergine con la Trinità e i Santi Anna e Gioacchino, Giuseppe, Giovanni Battista, Davide e i patriarchi, cherubini, angeli e arcangeli" (nel primo vano), "Incoronazione della Vergine con in petto il verbo eucaristico, la Trinità e angeli" (nel secondo vano) e "Madonna Regina coronata e sedente fra nubi con lo scettro in mano con alla destra San Pietro e alla sinistra San Paolo e in basso santi e sante fondatori degli ordini religiosi e monacali, tra cui Santa Rosalia" (nel terzo vano).

Oltre agli affreschi, si trovano altri dipinti del Borremans, in particolare:
- Nozze di Cana e Moltiplicazione dei pani e dei pesci (nelle pareti laterali della cappella del Sacramento)[16]
- Fede cattolica assistita dal Paracleto, coronata da fiori e portata in trionfo (nella volta della cappella del Sacramento)[16]
- Quattro evangelisti coi loro simboli in atto di scrivere un motto del Vangelo in onore di Maria (nei vani sovrastanti i pilastroni marmorei)[16]
- Angeli con insegne pontificali e Cattedra di Pietro sorretta dai quattro animali dell'apocalisse (nella volta della cappella di San Pietro)[16]
- Melchisedech che benedice Abramo, Mosè e il passaggio nel mar rosso, Elia che fa scendere il fuoco sull'altare e Pontefice ebreo sedente sulla cattedra di Mosè ed assistito dai suoi sacerdoti, dinanzi a cui prostrati i lebbrosi scoprono le loro piaghe (nel vano laterale sotto il cornicione della cappella di San Pietro)[16]
- Gruppo di angeli con strumenti della passione e Arcangelo Michele con la croce splendente e circondata di serafini (nella volta della cappella del Crocifisso)[16]
- Morte di Abele, Sacrificio di Abramo, Storia del serpente di bronzo e Morte di Sansone (nel vano laterale sotto il cornicione della cappella del Crocifisso)[16]
- Vergine con in petto il verbo eucaristico e sul capo lo Spirito Santo in forma di splendida fiamma e angeli prostrati, Vergine in gloria alla destra del divin figlio che le porge il suo scettro e Paracleto in forma di colomba fra due angeli che spargono rose in attesa della vergine, sposa diletta (nella volta del cappellone maggiore)[16]
- Giovanni, l'estatico di Patmos, l'angelo con canna d'oro indicante la Gerusalemme celeste in oro e gemme con l'albero della vita, illuminata dalla luce dell'agnello divino (nella parete interna sovrastante la porta maggiore)[16]
- Abigaille che placa l'ira di Davide contro Nabal suo marito e Booz che fa dono del frumento a Ruth moabita (nella cappella della Madonna del Rosario).[16]

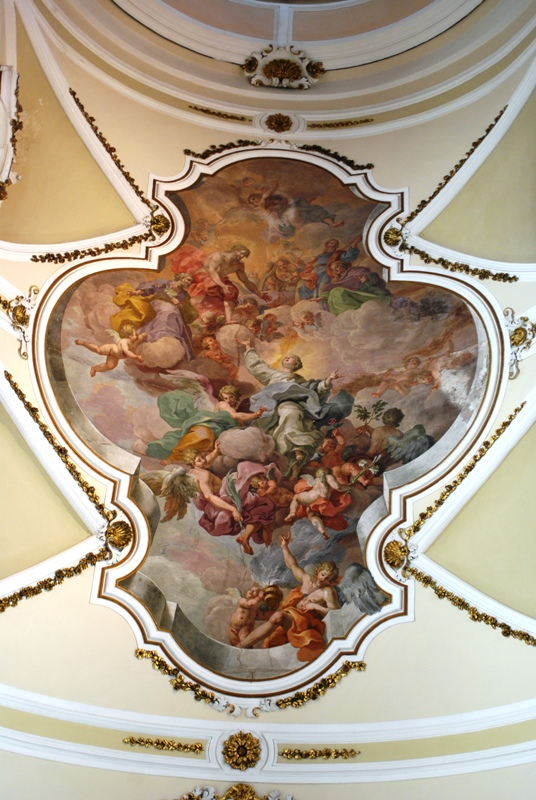
Affresco dell'Assunzione della Vergine
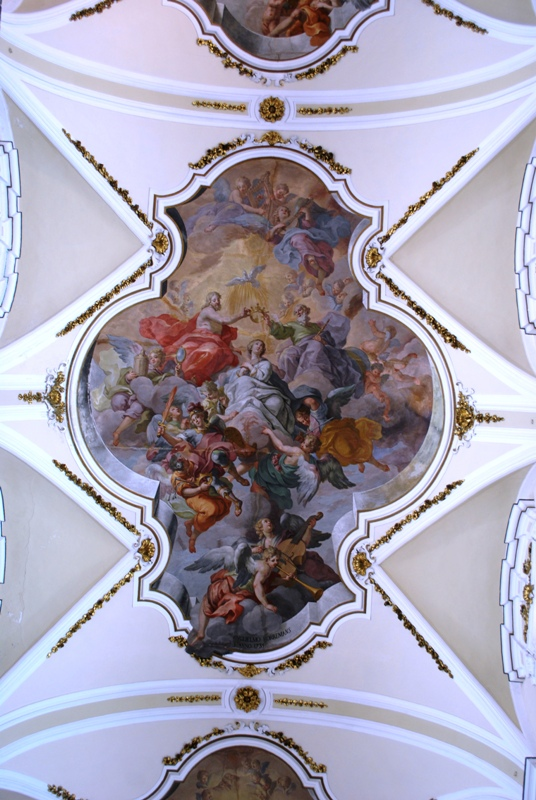
Affresco dell'Incoronazione della Vergine
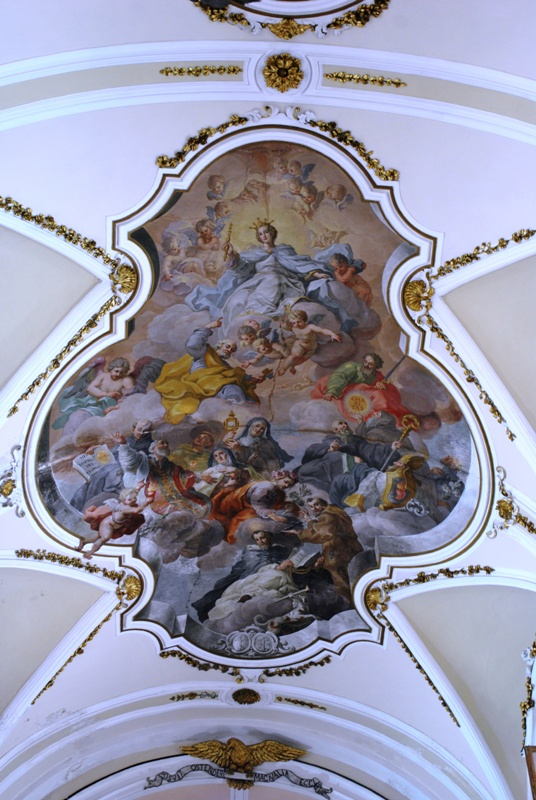
Affresco della Madonna Regina coronata
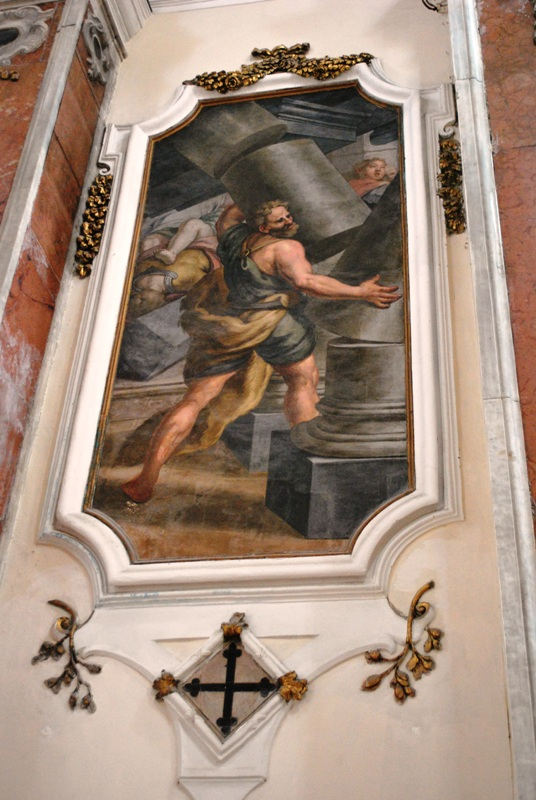
Morte di Sansone
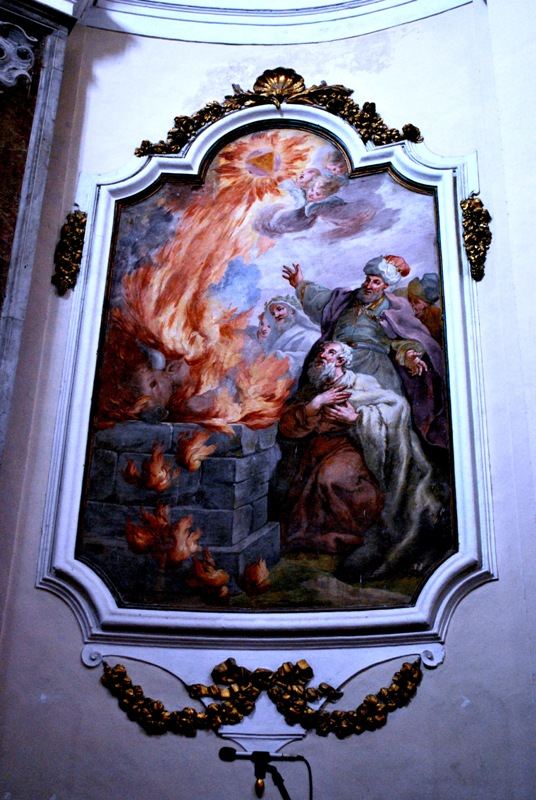
Elia che fa scendere il fuoco sull'altare
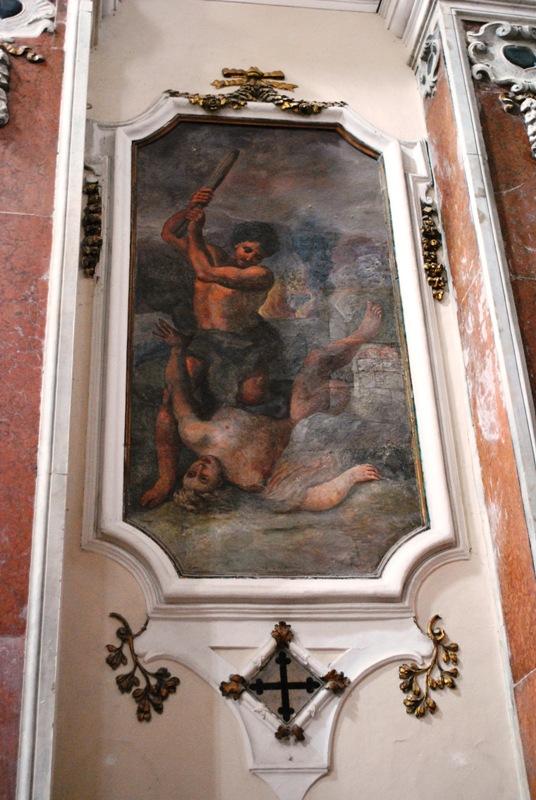
Morte di Abele
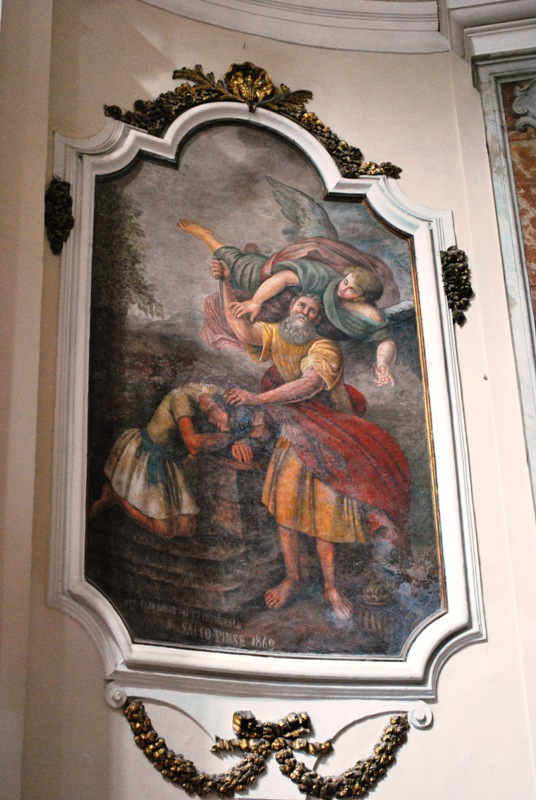
Sacrificio di Abramo

La chiesa conta 5 cappelle nella navata sinistra, 6 nella navata destra e altre 6 nella zona vicino all'abside. In passato, le cappelle erano di proprietà delle famiglie alcamesi, che avevano il compito di custodirle e abbellirle. Le cappelle venivano inoltre utilizzate dalle famiglie proprietarie come luogo di sepoltura. Le famiglie proprietarie erano tutte nobili, tranne la famiglia Abbati.

Pianta della Basilica di Santa Maria Assunta
A: porta principale
B: porte laterali
C: uscita dalla parte del campanile
D: entrata della sagrestia e del museo d'arte
1-6: cappelle nella navata destra
7: transetto a destra
8, 9, 11, 12: cappelle nei pressi dell'abside
10: abside
13: transetto a sinistra
14-18: cappelle nella navata sinistra.

Entrando nella chiesa, nella navata destra, si trovano nell'ordine:
1. Cappella del Privilegio: appartenuta alla famiglia Mastrandrea. Contiene l'ancona di marmo scolpita da Antonello Gagini nel 1519, con il trittico della Madonna tra i Santi Filippo e Giacomo e la Dormitio Virginis in predella[17][18] e due dipinti su tela di San Carlo Borromeo e San Filippo Neri risalenti al XVII secolo.[5] In particolare, la tela di San Filippo Neri è stata dipinta nel 1637 da Francesco Minutilla e originariamente si trovava nella Chiesa di Santa Maria del Soccorso.[19]
2. Cappella di Santa Lucia: appartenuta alla famiglia De Ballis. Contiene due sarcofagi di Giovannello De Ballis (fondatore della cappella) e del figlio Graziano De Ballis e i due ritratti di Don Giovanni e del fratello Giuseppe De Ballis, risalenti alla prima metà del XVII secolo e attribuiti a Filippo Paladini.[5]
3. Cappella dei Santi Crispino e Crispiniano: contiene un dipinto su tela di Santi Crispino e Crispiniano realizzato nel 1776 da Tommaso Pollaci.[5]
4. Cappella del Crocifisso: contiene il Crocifisso dell'Abbondanza, realizzato da Antonello Gagini tra il 1519 e il 1523.[5] Quest'ultimo è un crocifisso realizzato in mistura, copia di un altro crocifisso che si trova nella Chiesa di San Domenico a Palermo, realizzato dalla famiglia Matinati.
5. Cappella della Madonna di Fatima: con la statua lignea di L.Santifaller (1949), contiene un dipinto su tela che raffigura la Madonna delle Grazie realizzato da Giovan Leonardo Bagolino (padre di Sebastiano Bagolino) nel 1566.[5] Tale dipinto proviene dalla chiesa della Madonna del Soccorso.[20]
6. Cappella Don Rizzo: fu realizzata su progetto dell'architetto Paolo Portoghesi e inaugurata nel 1995.[21] Contiene un'opera di architettura moderna dedicata a don Giuseppe Rizzo (fondatore dell'oratorio salesiano e dell'omonima Banca) e le sue spoglie.[5]

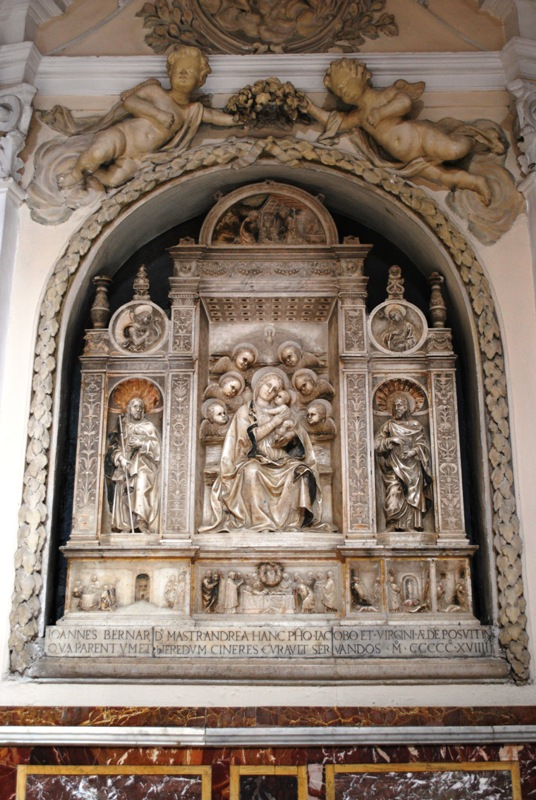
Trittico della Madonna tra i Santi Filippo e Giacomo e la Dormitio Virginis in predella
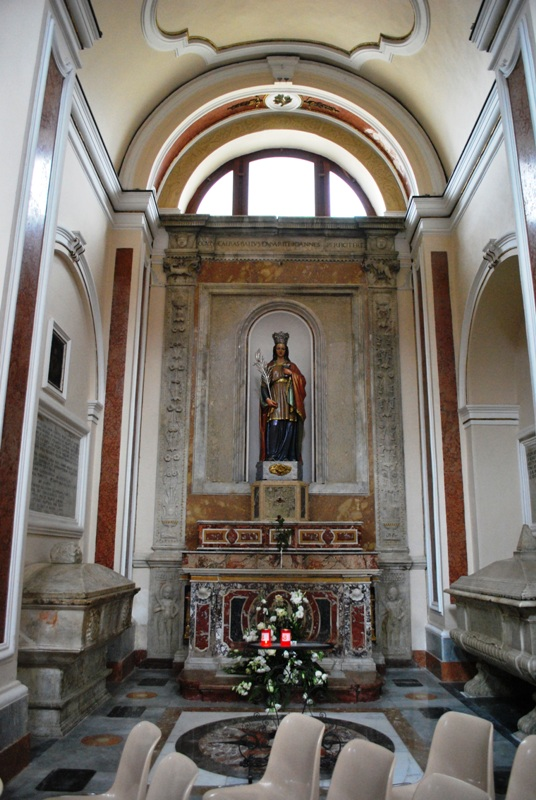
Cappella di Santa Lucia
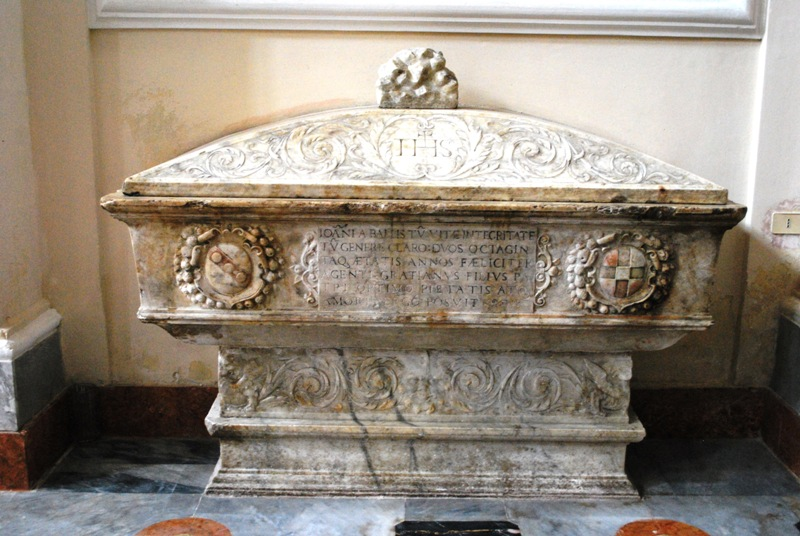
Sarcofago di Giovannello De Ballis
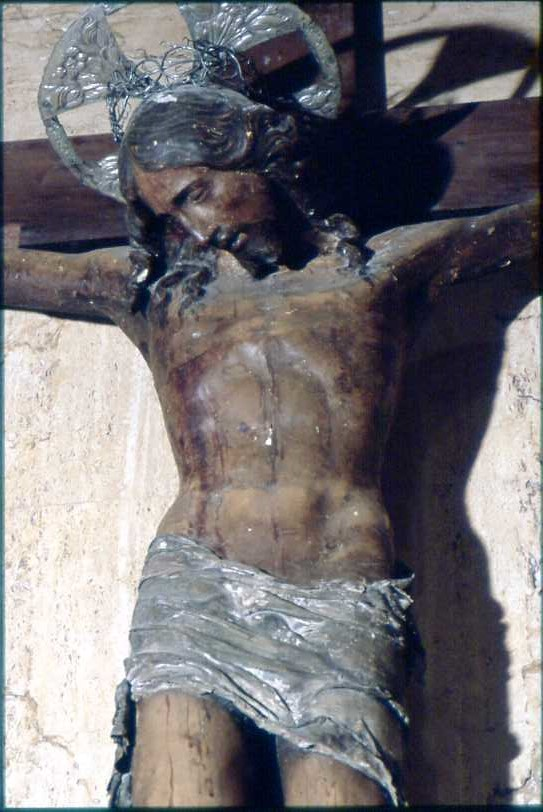
Crocifisso dell'Abbondanza di Antonello Gagini
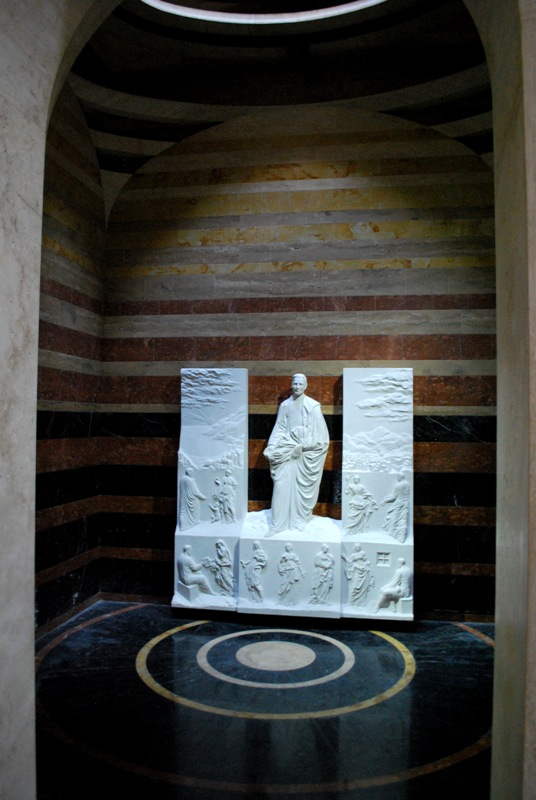
Cappella Don Rizzo

Nella zona in prossimità dell'abside si trovano:
1. Cappella del Sacro Cuore di Gesù, statua lignea del 1955 di Luigi Santifaller, collocata sul transetto destro.[5]
2. Cappella della Sacra Spina (chiamata in passato "cappella dello Spirito Santo"[5]): costruita nel 1430 per volere di Palma de Gambono[22] e poi tramite matrimonio passata alla famiglia Marcanza[22] (proprietari della Chiesa di San Tommaso apostolo). Venne murata nei primi del '700 e riaperta successivamente nel 1958.[3] Oltre all'affresco della Pentecoste realizzato da autore ignoto, vi si conserva un reliquiario d'argento del 1636, contenente la "sacra spina". Si dice che essa appartenesse alla corona di spine di Gesù Cristo e che fu portata ad Alcamo nel 1535 da Carlo V.[23] Secondo il racconto, la spina pervenne assieme ad altre due; tutte e tre vennero fatte bruciare dal vescovo di Mazara Girolamo de Terminis e solo una restò intatta, dimostrando così la sua autenticità.[23]
3. Cappella del Santissimo Sacramento: contiene il dipinto dell'Ultima Cena realizzato dal trapanese Giuseppe Carrera nel 1614,[5] su commissione dei confrati del Santissimo Sacramento.[24]
4. Abside: contiene il dipinto su tela dell'Assunta (1605), attribuito al pittore fiammingo Franz Van Castel (Francesco da Castello) e il coro ligneo, realizzato nel 1748.[5]
5. Cappella della Madonna dei Miracoli: contiene la statua in legno della Madonna dei Miracoli, realizzata da Lorenzo Curti nel 1720.[5] La statua viene portata in processione durante i festeggiamenti della Madonna dei Miracoli, che si svolgono nel mese di giugno.[25] Quella della Madonna dei Miracoli, patrona di Alcamo, è la festività più importante di Alcamo.[25]
6. Cappella di Sant'Anna: con i due sarcofagi dei fratelli Giovanni e Giuseppe De Ballis, risalenti ad XVI secolo.[5]
7. Cappella di San Pietro, sul transetto sinistro: contiene un altare, la statua in marmo con dorature di San Pietro, realizzata da Giacomo Gagini nel 1586,[26] e il corpo di San Vincenzo martire.[5] Accanto all'altare, dal lato della cappella di San Pietro, è presente inoltre una cripta, un tempo visitabile, dove venivano seppelliti i sacerdoti.

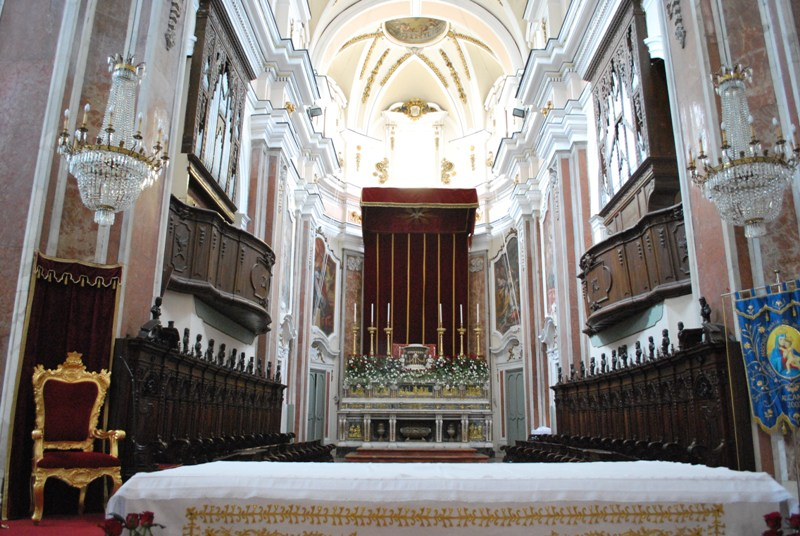
Abside, coro ligneo ed altare maggiore
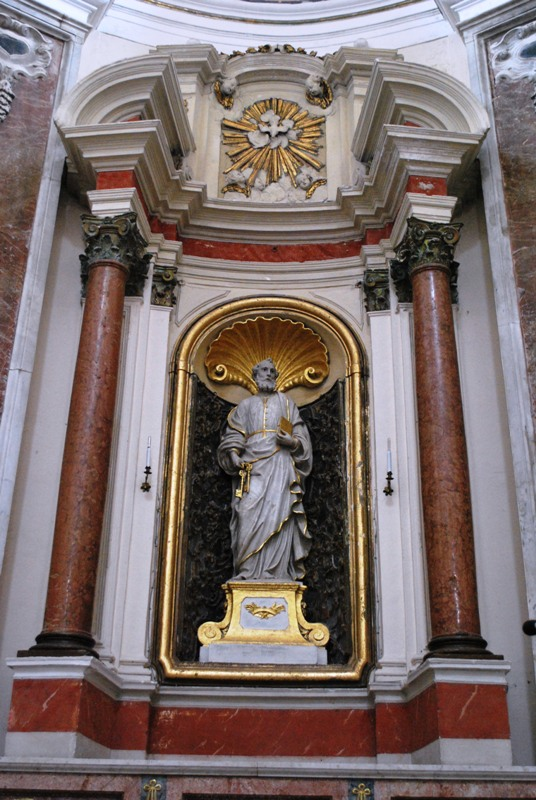
Cappella di San Pietro
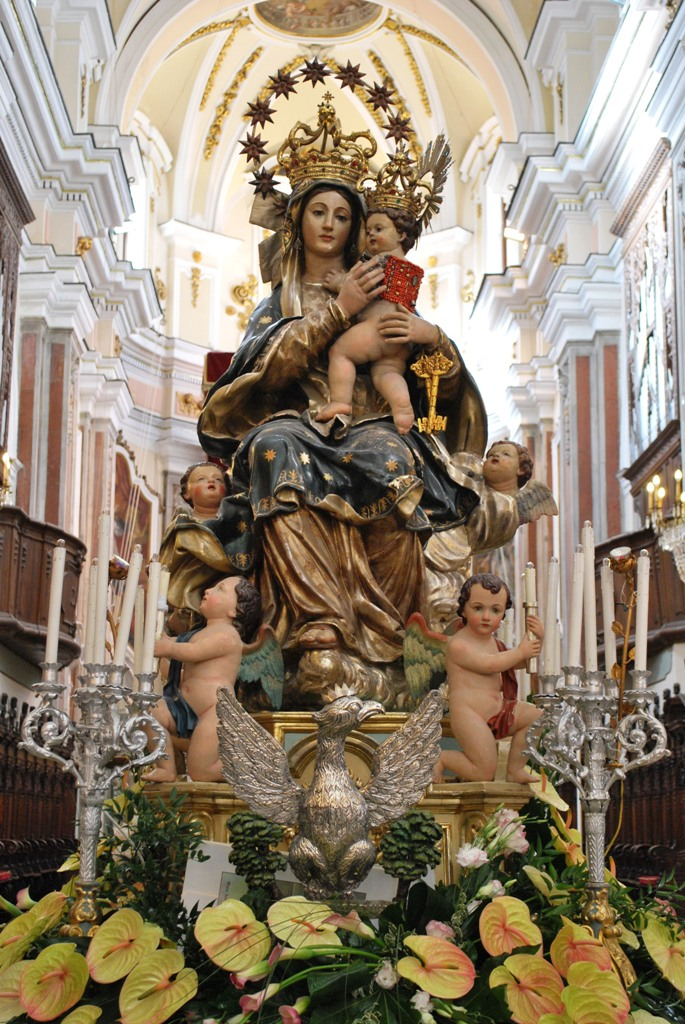
Statua della Madonna dei Miracoli durante la preparazione per la processione solenne
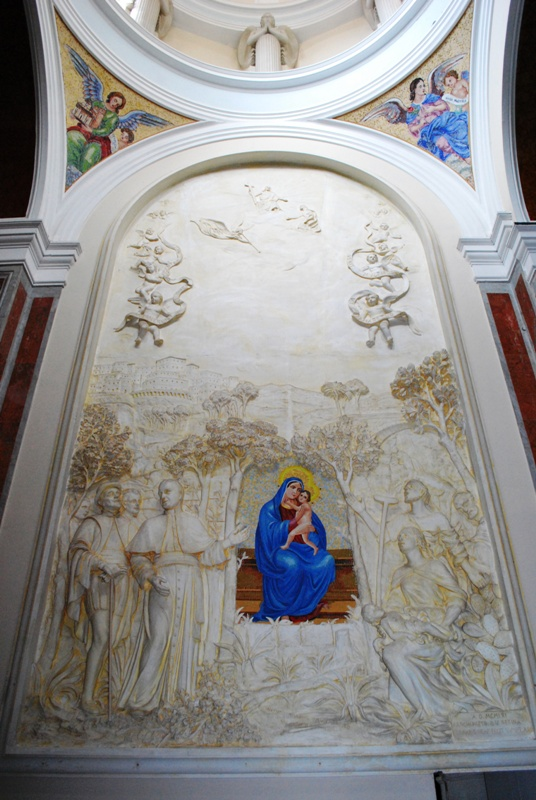
Rappresentazione della Madonna dei Miracoli
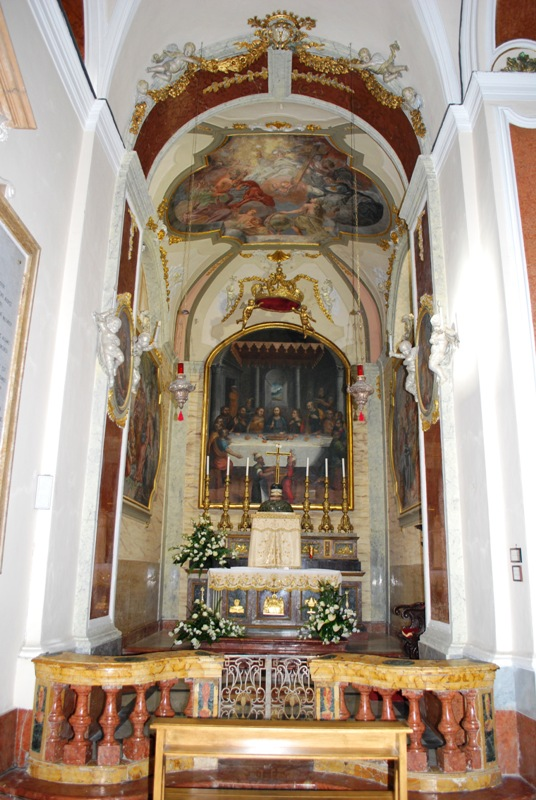
Cappella del Santissimo Sacramento con il dipinto dell'Ultima Cena
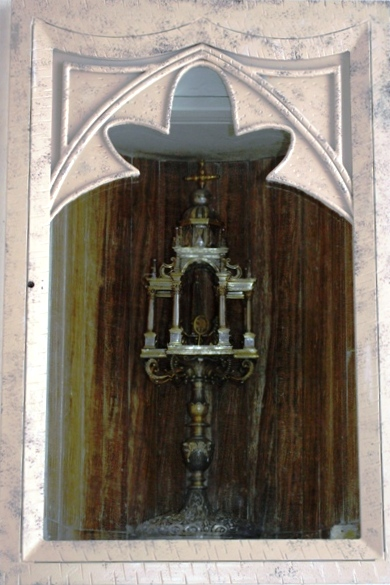
Reliquiario contenente la "sacra spina"
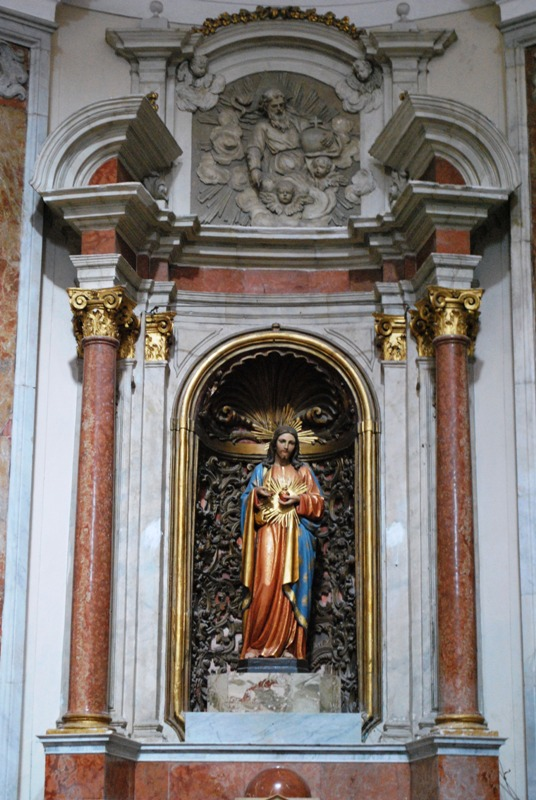
Rappresentazione del Sacro Cuore di Gesù

Nella navata sinistra si trovano invece (partendo dalla cappella più vicina all'altare):
1. Cappella di San Francesco: contiene l'affresco della Madonna della Neve realizzato da autore ignoto alla fine del XIV secolo.[5]
2. Cappella dei Quattro Incoronati: contiene il dipinto su tela dei Quattro Santi, realizzato da Filippo Randazzo nel 1737;[5] tale cappella apparteneva alla Maestranza dei muratori, fondata nel 1548;[8]
3. Cappella della Madonna di Trapani (o Madonna delle Grazie): contiene la statua in marmo della Madonna col Bambino, opera di Giuseppe Marino del 1730 e il bassorilievo della Dormizione della Vergine (o Dormitio Virginis o Transito della Vergine), realizzato nel 1529 da Antonello Gagini.[5][27][28]
4. Cappella della Madonna del Carmine: contiene due dipinti su tela di Guglielmo Borremans e la statua in legno della Madonna del Carmelo, realizzata tra la fine del XVII secolo e gli inizi del XVIII secolo.[5]
5. Cappella della Madonna del Lume: appartenuta alla famiglia Abbati. Contiene un fonte battesimale in marmo, opera di Antonello Gagini, risalente all'inizio del XVI secolo e il dipinto su tela della Madonna del Lume, opera di Giuseppe Renda,[4] risalente alla fine secolo XVIII.[5]

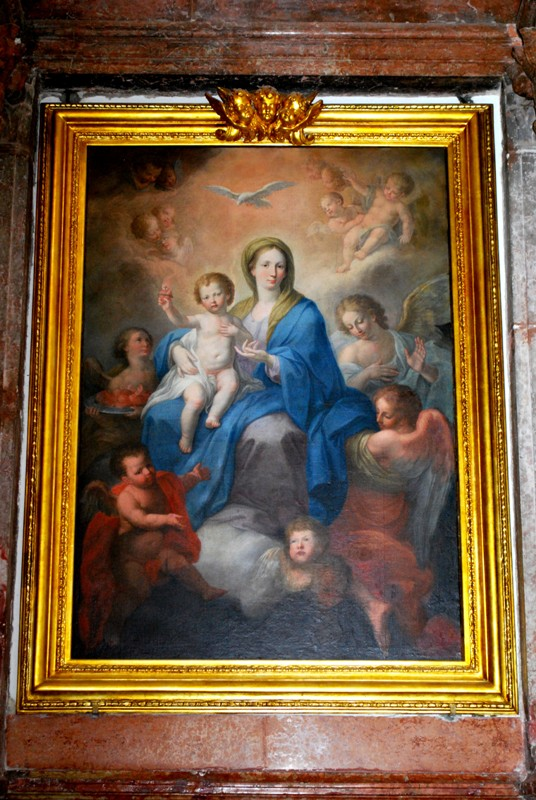
Dipinto della Madonna del Lume
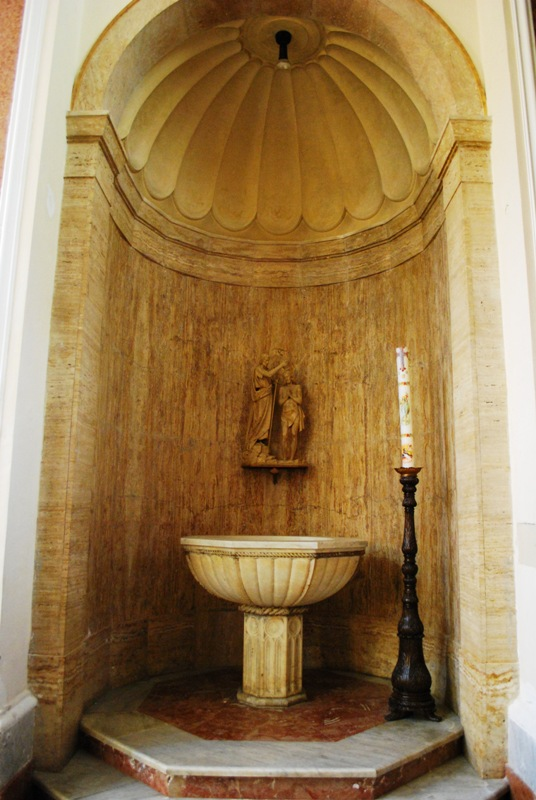
Fonte battesimale
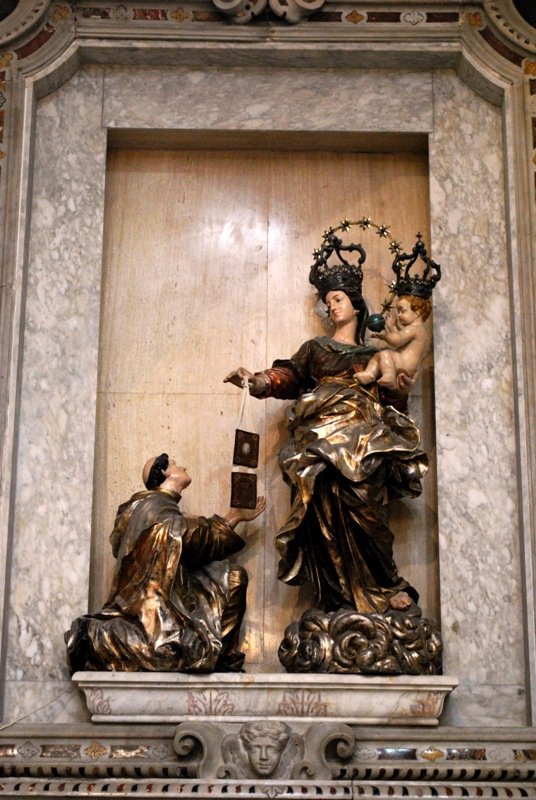
Statua della Madonna del Carmelo
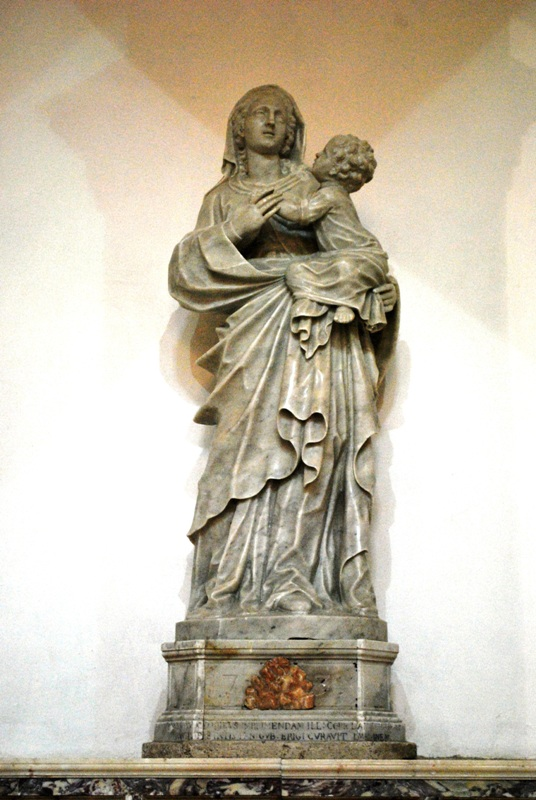
Madonna col Bambino
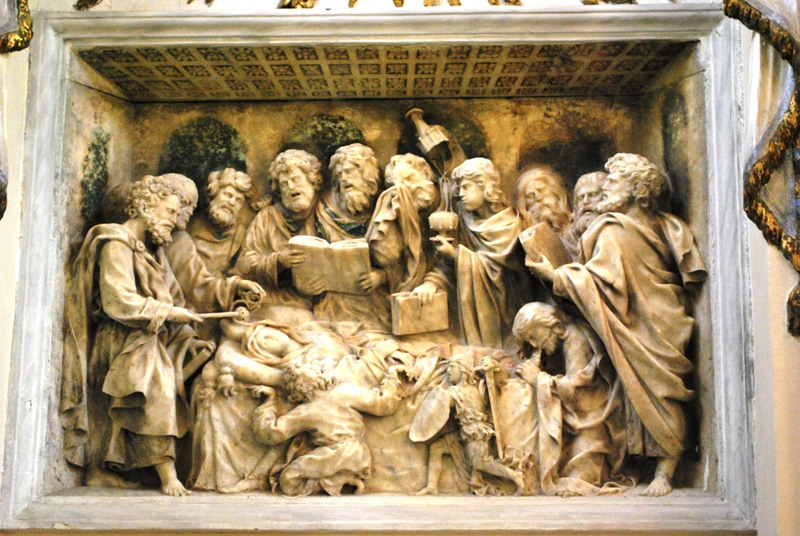
Dormizione della Vergine

Nella sagrestia sono presenti opere attribuite a Bartolomeo Berrettaro, quali la statua della Madonna del Soccorso e la lunetta del portale dell'ex chiesa del Soccorso. Sempre al Berrettaro è attribuita la porta cinquecentesca del campanile eseguita nel 1499. Gioacchino di Marzo documenta tale manufatto marmoreo con raffigurazioni dell'Annunciazione, la Madonna con bambino fra gli apostoli Pietro e Paolo e la Crocifissione apicale quale espressione del rinascimento siciliano, committente Stefano Adragna. Un altro portale documentato come varco d'accesso alla sagrestia e datato 1500 riporta decorazioni fitoformi sui pilastri laterali.

### Il museo d'arte sacra
Sulla navata sinistra della chiesa si apre una porta che conduce alla sagrestia e al museo d'arte sacra. Quest'ultimo è stato allestito nel 2010 per volere del vescovo di Trapani e contiene al suo interno moltissime opere pittoriche, scultoree e d'oreficeria provenienti dalle chiese alcamesi, risalenti al periodo che va dal XV al XIX secolo, per un totale di 150 opere disposte in uno spazio di 400 metri quadrati, ricavato dall'ex oratorio del Santissimo Sacramento annesso alla basilica. Tali opere erano state messe al riparo nella chiesa e nei locali attigui da monsignore Vincenzo Regina, dopo il terremoto del Belice del 1968 che aveva reso molte chiese inagibili.